# Cmir
Cmir je gora v Julijskih Alpah z višino 2393 mnm v bližini Triglava (2864 mnm).
Vršna zgradba vrhu je lepo oblikovana piramida, ki se vidi iz vseh strani. Po njem je dobila ime tudi bližnja krnica Za Cmirom, nad katero se poleg njega dvigajo tudi Rjavčeve glave (2358 m), Begunjski vrh (2460 m) in Vrbanovi špici (Spodnja 2296 m, Visoka 2405 m). V omenjeno krnico se spuščajo nekoliko strma pobočja, v Vrata pa s strmo severozahodno steno.

## Dostopi
- 6h iz Kota, zahtevna označena pot

- 6h iz Aljaževega doma (po Tominškovi poti), zelo zahtevna pot

- 6h ½ iz Aljaževega doma (po poti čez Prag), zahtevna označena pot

- 7h ¼ iz Krme, zelo zahtevna označena pot